# Orange Crush (cançó)
«Orange Crush» és el tretzè senzill de la banda estatunidenca R.E.M., el primer extret de l'àlbum Green. Es va publicar el desembre de 1988 dins el segell Warner Bros., el primer amb aquesta discogràfica.

## Producció
El títol fa referència al defoliant químic agent taronja (Agent Orange, en anglès) produït per Monsanto Corporation i Dow Chemical pel Departament de Defensa dels Estats Units i que les seves forces armades van utilitzar en la Guerra del Vietnam.
Als Estats Units només va ser senzill promocional però va arribar a liderar les llistes Mainstream Rock Tracks i Alternative Airplay durant diverses setmanes, però no es va publicar comercialment. Al Regne Unit també va entrar a la llista de senzills arribant al 28è lloc, el millor resultat de la banda fins aquell moment.
El videoclip de la cançó fou dirigit per Matt Mahurin i filmat completament en blanc i negre. Fou guardonat amb un premi MTV Video Music Awards en la categoria de millor videoclip post-modern.
La cançó es va incloure posteriorment en diverses compilacions de la banda com In Time: The Best of R.E.M. 1988–2003 (2003) R.E.M. Live (2005) en una versió en directe enregistrada a Dublín.

## Llista de cançons
| 1.            | «Orange Crush» (Bill Berry, Peter Buck, Mike Mills, Michael Stipe)       | 3:50 |
| 2.            | «Ghost Rider» (cover de Suicide, composta per Martin Reverby, Alan Vega) | 3:45 |
| 3.            | «Dark Globe» (Syd Barrett)                                               | 1:52 |
| Durada total: | Durada total:                                                            | 9:27 |